# The Hellcat Spangled Shalalala
«The Hellcat Spangled Shalalala» — второй сингл с четвертого альбома Suck It and See британской инди-рок-группы Arctic Monkeys.

## Выпуск
7-дюймовый винил имеет только одну сторону «B» под названием «Little Illusion Machine (Wirral Riddler)» записанная Майлзом Кейном и The Death Ramps.
Би-сайд сингл «Little Illusion Machine (Wirral Riddler)» стал доступен для стриминга 8 августа.
8 августа 2011 года большая часть запасов сингла была уничтожена в результате поджога на складе PIAS Group во время беспорядков в Лондоне в 2011 году, серьезно препятствуя розничному выпуску сингла. Ограниченный объем оставшегося материала был выпущен исключительно на веб-сайте группы.

## Музыкальное видео
Премьера клипа на сингл состоялась 7 июля 2011 года на YouTube. Он был снят режиссером Аароном Брауном (Focus Creeps). В клипе показаны кадры группы и модели Скарлетт Капелла в роли «hellcat».

## Список композиций
Все тексты написаны Алексом Тёрнером и Майлзом Кейном, вся музыка написана Arctic Monkeys, кроме отмеченных случаев.
| №  | Название                                                                | Длительность |
| -- | ----------------------------------------------------------------------- | ------------ |
| 1. | «The Hellcat Spangled Shalalala»                                        | 3:00         |
| 2. | «Little Illusion Machine (Wirral Riddler)» (Arctic Monkeys, Майлз Кейн) | 3:11         |

## Участники записи

### Arctic Monkeys
- Алекс Тернер — вокал, ритм-гитара, бэк-вокал (второй трек)
- Джейми Кук — гитара
- Ник О’Мэлли — бас-гитара, бэк-вокал
- Мэтт Хелдерс — ударные

### Приглашенные участники
- Майлз Кейн — вокал (второй трек)

## Чарты
| Чарты (2011)                               | Позиция |
| ------------------------------------------ | ------- |
| Бельгия/Фландрия (Ultratip Bubbling Under) | 15      |
| Бельгия/Валлония (Ultratip Bubbling Under) | 33      |
| Великобритания (OCC UK Indie)              | 18      |

| Чарт (2018)              | Позиция |
| ------------------------ | ------- |
| Bolivia (Monitor Latino) | 3       |

## История выпуска
| Страна         | Дата выпуска    | Формат              | Лейбл  |
| -------------- | --------------- | ------------------- | ------ |
| Великобритания | 12 августа 2011 | Цифровое скачивание | Domino |